# Wanda Panfil
Wanda Panfil (Tomaszów Mazowiecki, 26 de janeiro de 1959) é uma ex-maratonista polonesa, campeã mundial da maratona e vencedora de várias maratonas internacionais. 
Conquistou a medalha de ouro no Mundial de Tóquio 1991 e venceu várias maratonas internacionais como a Maratona de Nova York em 1990 e  a Maratona de Boston em 1991. Tem uma avenida batizada com seu nome em sua cidade natal, Tomaszów Mazowiecki, pelos seus feitos no atletismo.